# 前島明成
前島 明成（まえじま あきなり、1967年〈昭和42年〉3月28日 - ）は、日本の農林水産官僚。

## 来歴
埼玉県越谷市生まれ。父は出雲市出身、母親は浜田市出身であることから、夏休みにはよく島根県を訪れていた。その後、東京学芸大学附属高等学校を経て、1990年（平成2年）3月、東京大学法学部を卒業。同年4月、農林水産省に入省（Ⅰ種・法律） 。入省後、秋田県秋田市の農家に泊まり込みで1ヶ月間研修を受け、その経験から復興庁に出向した際には岩手県や福島県の沿岸被災地を幾度と訪問した。その後、総合食料局総務課調査官、農林水産省大臣官房企画評価課調査官、農村振興局整備部農地整備課経営体育成基盤整備推進室長、同局整備部農地資源課経営体育成基盤整備推進室長、総合食料局食糧部計画課需給調整対策室長、農村振興局農村政策部都市農村交流課都市農業室長、農林水産省大臣官房政策課調査官、復興庁統括官付参事官、農村振興局農村政策部農村計画課長、同局総務課長、農林水産省大臣官房秘書課長などを歴任。
2019年（令和元年）7月8日、林野庁林政部長に就任。
2021年（令和3年）7月1日、農林水産省大臣官房危機管理・政策立案総括審議官に就任。
2023年（令和5年）7月11日、東北農政局長に就任。在任中、東北農政局で、東日本大震災の風化や福島第一原子力発電所のALPS処理水海洋放出による風評被害を防止することを目的に、被災3県（岩手県、宮城県、福島県）の特産品を振る舞うイベントを主催した。
2024年（令和6年）7月5日、農村振興局長に就任。2025年（令和7年）7月1日、農林水産省を退職。

## 年譜
- 1990年（平成2年）
  - 3月 - 東京大学法学部卒業[1]
  - 4月 - 農林水産省入省（Ⅰ種・法律）[1]
- 2006年（平成18年）
  - 1月 - 農林水産省総合食料局総務課調査官[1]
  - 4月 - 農林水産省大臣官房企画評価課調査官[1]
- 2008年（平成20年）
  - 1月 - 農林水産省農村振興局整備部農地整備課経営体育成基盤整備推進室長[1]
  - 8月 - 農林水産省農村振興局整備部農地資源課経営体育成基盤整備推進室長[1]
- 2009年（平成21年）7月 - 農林水産省総合食料局食糧部計画課需給調整対策室長[1]
- 2011年（平成23年）
  - 1月 - 農林水産省農村振興局農村政策部都市農村交流課都市農業室長[1]
  - 7月 - 農林水産省大臣官房政策課調査官[1]
- 2012年（平成24年）
  - 4月 - 復興庁統括官付参事官[1]
  - 7月 - 農林水産省大臣官房付兼復興庁統括官付参事官[1]
- 2014年（平成26年）1月 - 農林水産省農村振興局農村政策部農村計画課長[1]
- 2017年（平成29年）7月 - 農林水産省農村振興局総務課長[1]
- 2018年（平成30年）7月 - 農林水産省大臣官房秘書課長[1]
- 2019年（令和元年）7月 - 林野庁林政部長[10]
- 2021年（令和3年）7月 - 農林水産省大臣官房危機管理・政策立案総括審議官[1][8]
- 2023年（令和5年）7月 - 農林水産省東北農政局長[6][7]
- 2024年（令和6年）7月 - 農林水産省農村振興局長[3][4]
- 2025年（令和7年）7月 - 農林水産省退職[5]